# Łącznik (astronautyka)

Transport łącznika rakiety Space Launch System

Łącznik to cylindryczny lub stożkowy element, który zapewnia połączenie aerodynamiczne i strukturalne pomiędzy stopniami rakiety lub między statkiem kosmicznym a górnym stopniem rakiety. Łącznik osłania i chroni wrażliwe elementy rakiety nośnej takie jak układy elektryczne lub silniki rakietowe przed warunkami aerodynamicznymi. Łącznik jest odrzucany w trakcie lotu podczas stopniowania.